# Else Giese
Elisabeth „Else“ Giese (* 30. April 1884 in Borbeck; † 20. Februar 1950 in Bottrop) war eine deutsche Lehrerin und Politikerin (Zentrum).

## Leben
Nach dem Volksschulabschluss besuchte Else Giese die Höhere Mädchenschule in Borbeck und das Oberlyzeum in Aachen. Im Anschluss daran absolvierte sie das Lehrerinnenseminar und bestand 1905 die Prüfung als Lehrerin für Volksschulen und Höhere Schulen. Sie unterrichtete zunächst am Lyzeum der Schwestern vom Armen Kinde Jesu in Düsseldorf, bildete sich ab 1906 mit Auslandsstudien und mit einem Privatseminar in Vallendar fort und arbeitete ab 1908 als Lehrerin für Deutsch, Englisch, Religion und Biologie am Lehrerinnenseminar und Lyzeum Bottrop. Neben ihrer beruflichen Tätigkeit war sie von 1914 bis 1919 Vorsitzende des Vereins kaufmännischer Gehilfinnen und Beamtinnen in Borbeck, seit 1917 Vorsitzende des Katholischen Deutschen Frauenbundes (KFDB) in Bottrop und Mitglied des Reichsbeirates für das deutsche Schulwesen im Ausland. Während des Ersten Weltkrieges betätigte sie sich außerdem als staatlich geprüfte Helferin für das Rote Kreuz.
Giese war Vorstandsmitglied der kommunalpolitischen Vereinigung der Zentrumspartei. Sie wurde 1919 Stadtverordnete in Bottrop und war vom 15. September 1920 bis 1921 Mitglied der Verfassunggebenden Preußischen Landesversammlung. 1921 wurde sie als Abgeordnete in den Preußischen Landtag gewählt. Von 1928 bis 1933 war sie zudem Beisitzerin im Landtagspräsidium. Mit der Auflösung der Körperschaft durch die Nationalsozialisten am 14. Oktober 1933 schied sie aus dem Parlament aus.
Nach der Machtübernahme der Nationalsozialisten wurde Giese als Lyzealoberlehrerin aus dem Schuldienst entlassen. Im August 1944 wurde sie im Zuge der „Aktion Gitter“ festgenommen und für vier Monate inhaftiert. Nach 1946 war Giese Dozentin an der Volkshochschule in Bottrop.

## Ehrung
- 1927 erhielt sie den päpstlichen Orden Pro Ecclesia et Pontifice.[3]

- Seit 2006 erinnert die Elisabeth-Giese-Straße in Bottrop an die frühere Landtagsabgeordnete.[1]